# Flintesønnerne
Flintesønnerne er en dansk film fra 1956 instrueret af Alice O'Fredericks med manuskript af Grete Frische efter en roman af Morten Korch.

## Handling
Kresten Flint (Valdemar Skjerning) lever sammen med sin datter Else (Tove Maës) for sig selv på Flintegården, som der synes at hvile en forbandelse over, siden Krestens bror døde ved en uklar ulykke. 
En dag kommer Jesper Poulsen (Poul Reichhardt) til gården for at gifte sig med Else, efter at Anna (Astrid Villaume), som han elsker, har giftet sig med en rig gårdejer. Jesper forsøger nu, trods Krestens mistro, at rette op på Flintegården, der er blevet forsømt, men Kresten holder Jesper uden for beslutningerne, og Else, der har en psykisk brist, gør ydermere Jespers liv yderst svært. Han støttes dog af Krestens søster, Jane (Agnes Phister-Andresen), og han har Mikkel (Peter Malberg) og Grete (Helga Frier), gamle venner, at søge mod. 
Else bliver gravid og føder tvillingerne Viggo (Ib Mossin som voksen) og Martin (Ebbe Langberg som voksen), men dør i barselssengen, hvilket medfører, at Kresten tager sit eget liv af sorg. Jesper og faster Jane driver nu gården og opfostrer de to drenge, hvoraf Viggo har et lyst sind, mens Martin er mere tungsindig efter sin mor. De vokser op i tæt venskab med Mikkel og Gretes datterdatter Karen (Hanne Winther-Jørgensen som voksen.
Jesper bliver efterhånden en holden mand, da der findes flint på gården, som udvindes til salg. Da Karen bliver gammel nok, sørger Jane for, at hun kommer til at lære husholdning på gården, og de nu voksne tvillinger er begge lune på hende. Da de for første gang i livet skal adskilles, fordi Martin kommer i marinen, frier han til Karen, inden han tager af sted. Men mens han er væk, bliver Karen overbevist om, at hun i stedet elsker Viggo, og de har begge samvittighedsnag over for Martin over deres forhold. Da Martin en dag uventet kommer hjem, overrasker han sin bror og sin forlovede i en hed omfavnelse, og rasende konfronterer han sin bror, hvorpå en indædt slåskamp udspiller sig. Den ender med, at Martin kommer alvorligt til skade, og under sit sygeleje og ved hans fars kloge råd forsoner Martin sig med Viggo. De to brødre holder trods alt for meget af hinanden, og Viggo og Karen kan med Martins velsignelse få hinanden.

## Medvirkende
- Poul Reichhardt - Jesper Poulsen
- Peter Malberg - Mikkel
- Helga Frier - Grete
- Ib Mossin - Viggo som voksen
- Ebbe Langberg - Martin som voksen
- Hanne Winther-Jørgensen - Karen som voksen, barnebarn af Mikkel og Grete
- Astrid Villaume - Anna
- Valdemar Skjerning - Kresten Flint
- Tove Maës - Else Flint, Krestens datter
- Agnes Phister-Andresen - Jane, Krestens søster
- Keld Markuslund - Mads
- Einar Juhl - Sandbjergmanden

## Musik
Sven Gyldmark og Victor Skaarup har skrevet musik og tekster til filmen, og ikke mindst sangen "Du er min øjesten", sunget af Peter Malberg og Ib Mossin, blev en evergreen.